# مصطفی الخانی
مصطفی الخانی (عربی: مصطفى الخاني؛ زادهٔ ۱ ژانویهٔ ۱۹۷۹) بازیگر اهل کشور سوریه با اصالت کرد است. وی از سال ۱۹۹۹ میلادی تاکنون مشغول فعالیت بوده‌است. ال خانی از مؤسسه عالی هنرهای دراماتیک در دمشق فارغ‌التحصیل شد. او نقش‌های اصلی را در چندین سریال تلویزیونی برای چندین شبکه تلویزیونی در خاورمیانه بازی کرد. وی قبلاً داماد بشار جعفری بوده‌است.